# Pawieł Sofjin
Pawieł Sofjin (ur. 4 września 1981 w Moskwie) – rosyjski lekkoatleta, kulomiot, dwukrotny olimpijczyk (2004, 2008).

## Osiągnięcia
- srebrny medal Młodzieżowych mistrzostw Europy (Bydgoszcz 2003)
- 4. miejsce na Halowych Mistrzostwach Świata w Lekkoatletyce (Moskwa 2006)
- zwycięstwo w Superlidze Pucharu Europy (Málaga 2006)
- 5. miejsce podczas Mistrzostw Europy w Lekkoatletyce (Göteborg 2006)
- 3. miejsce na Pucharze świata (Ateny 2006)
- 6. miejsce podczas Igrzysk olimpijskich (Pekin 2008)
- 3. lokata na Światowym Finale IAAF (Saloniki 2009)

## Rekordy życiowe
- Pchnięcie kulą (stadion) - 20,82 (2009)
- Pchnięcie kulą (hala) - 20,68 (2006)